# Köprülü-familien
Köprülü-familien (albansk Dinastia Kypriljotëve (Kyprilinjte eller Qypriljoti) var en osmannisk adelsfamilie af albansk oprindelse. Familien leverede seks storvesirer, (herunder Kara Mustafa Pasha, som var en stedsøn) og flere højere rangerende officerer. Bemærkelsesværdige efterkommere er blandt andet Mehmet Fuat Köprülü, en fremtrædende tyrkisk litteraturhistoriker. Medlemmer af familien bor fortsat i Tyrkiet eller USA.

## Köprülü storvesirer
I det Osmanniske Riges historie har Köprülü-vesirerne ry for at være dynamiske, men viste senere tegn på tilbagegang og stagnation. De tidlige vesirer var især fokuseret på militære kampagner, som styrkede rigets magt. Dette ophørte dog efter det katastrofale slag ved Wien gennemført af Kara Mustafa Pasha.
| Navn                        | Levede        | Storvesir | Sultan(er)            |
| --------------------------- | ------------- | --------- | --------------------- |
| Köprülü Mehmet Pasha        | * 1583 † 1661 | 1656–1661 | Mehmed IV             |
| Köprülü Fazıl Ahmet Pasha   | * 1635 † 1676 | 1661–1676 | Mehmed IV             |
| Kara Mustafa Pasha          | * 1634 † 1683 | 1676–1683 | Mehmed IV             |
| Köprülü Fazıl Mustafa Pasha | * 1637 † 1691 | 1689–1691 | Suleiman II, Ahmed II |
| Köprülü Hüseyin Pasha       | † 1702        | 1697–1702 | Mustafa II            |
| Köprülü Numan Pasha         | † 1719        | 1710–1711 | Ahmed III             |
| Köprülü Abdullah Pasha      | † 1735        | 1723–1735 | Ahmed III, Mahmud I   |
| Noter: 1.                   |               |           |                       |